# Timo Hildebrand
Timo Hildebrand, född 5 april 1979 i Worms i Tyskland, är en tysk fotbollsspelare. Han började spela fotboll i FV Hofheim 1984. Till en början var han utespelare men 1985 blev han målvakt. 1994 debuterade Hildebrand i Tysklands U15-landslag. Den 26 november 1999 spelade han sin första match i Bundesliga för VfB Stuttgart.
Hildebrand värvades 2007 till Valencia CF i den spanska högstaligan La Liga. I januari 2009 klagade han på att han inte fick någon speltid i Valencia och klubben gick med på att bryta kontraktet i förtid. Han gick senare till tyska bundesligaklubben TSG 1899 Hoffenheim.
Hans första framträdande i A-landslaget var den 28 april 2004 då han fick spela hela andra halvlek mot Rumänien.

## Meriter
- 3 A-landskamper (till och med 2005)
- EM i fotboll: 2004
- Fifa Confederations Cup 2005
- Världsmästerskapet i fotboll 2006
- Tysk mästare med VfB Stuttgart 2007